# Deutscher Naturheilbund
Der Deutsche Naturheilbund eV wurde als Dachverband deutscher Naturheilvereine 1889 gegründet. Die ihm angeschlossenen selbständigen 50 Naturheilvereine vertreten etwa 10.000 Mitglieder. Sitz der Bundesgeschäftsstelle des Deutschen Naturheilbundes ist im Schloss Bauschlott in Neulingen.

## Geschichte
In der ersten Hälfte des 19. Jahrhunderts entstanden Vereine, die über natürliche volksverständliche Heilweisen informierten. Dazu angeregt wurden sie durch den heilkundigen Landwirt Vinzenz Prießnitz (1799–1851), der die Heilkraft des Wassers im Verbund mit Ernährung, Bewegung, Licht und Luft als erfolgreiche Reiz- und Regulationstherapie verordnete. In seiner Kuranstalt Gräfenberg in Österreich-Schlesien behandelte er etwa 40.000 Patienten. Vinzenz Prießnitz gestaltete das Fundament der klassischen Naturheilkunde, das in vielen regionalen Prießnitz-Vereinen und „Vereinen für volksverständliche Heilkunde“ gepflegt wurde.
1889 wurde der „Deutsche Bund der Vereine für Gesundheitspflege und arzneilose Heilweise“ gegründet. Im Jahr 1900 benannte er sich um in „Deutscher Bund der Vereine für naturgemäße Lebens- und Heilweise“. 1912 vereinte dieser Dachverband 899 Ortsvereine mit fast 150.000 Mitgliedern. Der Verband besaß einen Verlag, der unter der redaktionellen Leitung ab 1893 von Adolf Damaschke dann ab Ende 1896 von Reinhold Gerling anschließend Paul Schirrmeister und später Franz Schönenberger die Zeitschrift Der Naturarzt herausgab.

Seit dem Jahr 1927 verfügte der Verein über das erste Lehrkrankenhaus für Naturheilkunde, das nach Vincenz Prießnitz benannte Prießnitz-Krankenhaus in Mahlow. Von 1929 bis 1934 wurde es von Alfred Brauchle geleitet. Ab März 1942 wurde es der Universitätsklinik für natürliche Heil- und Lebensweisen als klinische Station angegliedert und von Paul Vogler geleitet.
Vinzenz Prießnitz wurde 1999 aus Anlass seines 200. Geburtstags von der UNESCO im Kulturerbekalender für seine Verdienste um die Naturheilkunde gewürdigt.
Im Jahr 2014 veranstaltete der Deutsche Naturheilbund einen zweitägigen Jubiläumskongress in Pforzheim zum 125-jährigen Bestehen. Darüber wurde eine ausführliche Festschrift veröffentlicht.

## Aufgaben
Der Deutsche Naturheilbund (kurz: DNB) ist als gemeinnützig anerkannt, politisch und konfessionell neutral. Er finanziert seine Arbeit aus Mitgliedsbeiträgen und Spenden. Gemeinsam mit den Vereinen leistet er satzungsgemäß einen wesentlichen Beitrag zur öffentlichen Gesundheitsförderung. Der DNB wirkt ein auf Gesundheitspolitik und Gesundheitsbildung und fordert, dass die Naturheilkunde ein ergänzender Bestandteil in der medizinischen Aus- und Weiterbildung wird. Die begleitende Publikation ist das seit 1863 erscheinende Mitgliederorgan „Naturarzt“.
Mit einem jährlichen „Tag der Naturheilkunde“ (eingetragen im BZgA-Kalender jeweils am 2. Wochenende im Oktober) wird die Bevölkerung über die aktive Prävention und die Therapievielfalt in abwechselnden Schwerpunktthemen informiert. Ab 2008 lauteten die Themen: Wasserheilkunde, Bewegungstherapie, Die Heilkraft der Ernährung, Pflanzenheilkunde, Lebensbalance und Umwelteinflüsse, Der Natur und dem Leben vertrauen.
Von Beginn an förderte der Deutsche Naturheilbund die naturheilkundliche Laienbildung; diese Aufgabe wurde 2012 mit einer Ausbildung zum „Naturheilkunde-Berater DNB“ erneut aufgenommen. Der Lehrgang vermittelt naturheilkundliches Basiswissen für Alltag und Heilpraxis und umfasst das Spektrum der modernen Naturheilkunde.
Seit 2020 hat der Naturheilbund die Trägerschaft für den Aufbau eines Archivs mit Schriften zur Sammlung historischen Wissens zur Naturheilkunde und mitteleuropäischer Medizin übernommen. Einen besonderen Platz nehmen dabei die Werke von Vincenz Prießnitz und sein Wissen zur Wasserheilkunde ein.

## Vereine
Dem Dachverband sind 50 selbständige, gemeinnützig anerkannte Naturheilvereine angeschlossen. Sie informieren in offenen Veranstaltungen über klassische und moderne Therapien aus der Regulationsmedizin und Naturheilkunde. Dabei werden sie vom Dachverband durch Schulungen und Informationen unterstützt. Insbesondere gestalten sie den jährlichen gemeinsamen „Tag der Naturheilkunde“.

## Publikationen des DNB
- Naturheilkunde schützt und heilt, eine 6-teilige Ratgeberreihe zu den Themen:
  - Ernährung
  - Bewegung
  - Wasserheilkunde
  - Pflanzenheilkunde
  - Lebensbalance
  - Umwelteinflüsse

Herausgegeben im Selbstverlag.
- Jürgen Helfricht: Heilung durch Wasser – Von Vincenz Prießnitz zur modernen Selbstbehandlung. 2022.